# Лілієві
Лілієві, лілі́йні (Liliaceae) — родина рослин порядку лілієцвітих (Liliales). Родина лілєвих за класифікацією належить до класу однодольних відділу покритонасінних рослин порядку лілієквітних. Ця родина включає приблизно 15 родів і 705 видів.

## Загальні ознаки
Оцвітина в лілійних проста, складається з 6 листків у двох колах. Пелюстки або вільні (тюльпан), або зрослі (конвалія), часто яскраво забарвлені або білі. Тичинок також 6 у двох колах. Маточка одна. Зав'язь верхня. Плід — коробочка (тюльпан, лілія) або ягода (конвалія, купина). Суцвіття різноманітні, іноді квітки взагалі поодинокі (вороняче око, тюльпан). Лілійні — трави з цілокраїми листками. Характерне дугове жилкування. Багато представників — цибулинні або бульбоцибулинні (лілія) рослини, інші мають кореневища, часто дуже товсті (купина). Формула в лілійних — *P3+3A3+3G(3)

## Екологія та географія
Лілієвих мало у тайговій і тундровій зонах. Багато лілійних помірної зони цвітуть навесні або на початку літа. Представники родини лілієвих ростуть у багатьох регіонах нашої планети. Вони частіше трапляються в помірних широтах Євразії, Північної Америки, в Африці, деякі представники лілієвих поширені в гірських районах Південної Америки, тропічної Африки.

## Декоративні рослини
Поряд зі складноцвітими лілійні — найважливіша родина для квітникарства.
Насамперед слід виділити тюльпани. В дикому вигляді вони трапляються переважно на півдні України (зокрема, в Асканії Новій). До сьогодні виведено 4 000 сортів тюльпанів.
Також важливі для квітникарства лілеї. На відміну від тюльпанів у багатьох лілей квітки мають сильний аромат.
Декоративне значення мають дуже духмяні гіацинти (зараз класифікуються не як рід лілійних, а гіацинтових або аспарагусових).
Багато з лілійних — улюблені рослини кімнатного квітникарства, наприклад, рускус (іглиця), ноліна, аспарагус.

## Лікарські рослини
Конвалія звичайна — рослина зони лісів і лісостепу. Широко застосовується для лікування серцевих захворювань. 